# 10 kilómetros

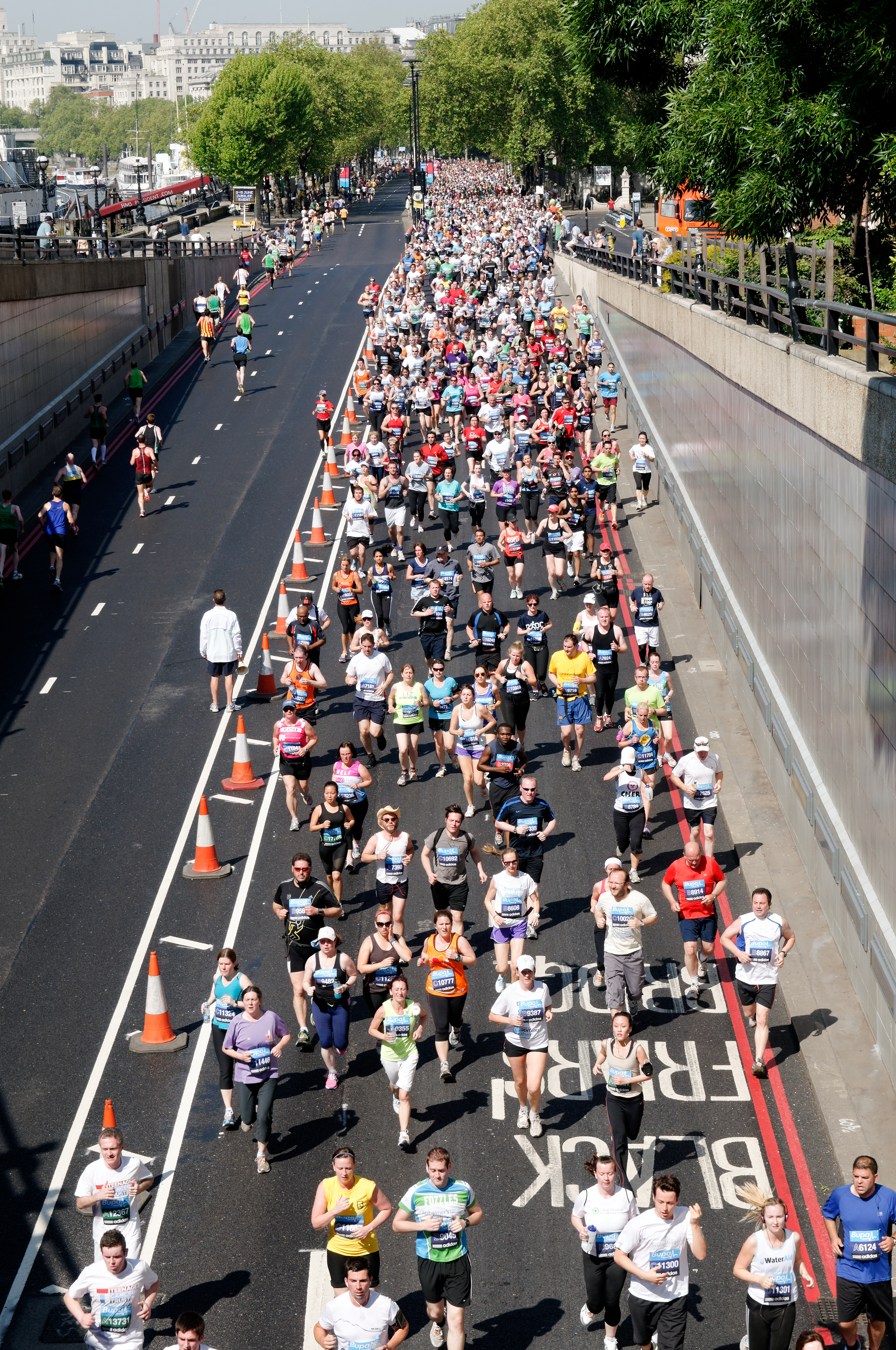
Los participantes de una carrera de 10 kilómetros celebrada en Londres

Los 10 kilómetros son una carrera por carretera de larga distancia que cubre una distancia de diez kilómetros. Si bien recorre la misma distancia, suele diferenciarse con la medida —en kilómetros en vez de en metros— de los 10 000 metros en pista.
Rhonex Kipruto ostenta el récord mundial masculino con un tiempo de 26:24, mientras que Agnes Jebet Ngetich tiene el femenino con 28:46.